# Pinar Selek
Pınar Selek (Estambul, 8 de octubre de 1971) es una socióloga, escritora, militante antimilitarista  y feminista turca. Es conocida por su trabajo vinculado a los derechos de las comunidades vulnerables en su país, incluidas las mujeres, los pobres, los niños de la calle, las minorías sexuales y la comunidad kurda. Es autora de varios libros publicados en su turco y francés; y cuenta con traducciones en alemán, italiano, griego, y castellano. Es una de las editoras fundadoras de Amargi, revista feminista turca. Reside actualmente en Francia, país de acogida durante su exilio. Obtuvo la nacionalidad francesa en 2017.

## Biografía
Hija de Alp Selek, un abogado que pasó cuatro años y medio en prisión después del Golpe de Estado en Turquía de 1980, asistió a la escuela secundaria en lengua francesa Lycée Notre Dame de Sion en Estambul y completó sus estudios de pregrado y postgrado en el departamento de sociología de la Universidad de Bellas Artes Mimar Sinan. 
Conocida por sus escritos acerca de los colectivos oprimidos en Turquía, Pinar Selek aboga por un acercamiento sociológico con respecto a las personas investigadas y apuesta por una inmersión a largo plazo, tal y como lo explica en varios artículos publicados en francés. En 1997 defendió su tesis doctoral centrada en la Calle Ulkër de Estambul. Durante un largo periodo convivió con niños de la calle, en ocasiones hijos de prostitutas y con jóvenes homosexuales. Investigó también, tal y como describe en L'insolente (en francés), publicada en 2019 por la Revue Silence, a la comunidad transexual que fue excluida de la Calle Ulkër.
Tras esta experiencia comienza a investigar la historia oral de la diáspora política kurda en el Kurdistán, en Alemania y en Francia. El 11 de julio de 1998 será detenida por la policía turca que exigirá desvele su lista de contactos kurdos. A pesar de la tortura se negó a entregar dicha información. Arranca en ese momento una de las causas judiciales más emblemáticas de la represión ejercida en Turquía sobre los intelectuales, estudiantes universitarios, artistas y periodistas. 
Desde 1998, fecha de su encarcelamiento, acusada de provocar una explosión en el Bazar de las Especias de Estambul, Pinar Selek es víctima de una persecución por parte del Estado turco. Fue juzgada y absuelta de todos los cargos en tres ocasiones (2006, 2008 y 2011), aunque la absolución sería revocada en noviembre de 2012 por el Tribunal Penal Central n.°12 de Estambul, que la condenó a cadena perpetua el 24 de enero de 2013. Los abogados de Selek apelaron el veredicto y anunciaron que presentarían su caso ante la Corte Europea de Derechos Humanos. El 11 de junio de 2014 el Tribunal Supremo anuló la condena a reclusión perpetua de 2013. Pinar Selek será juzgada de nuevo y condenada a cadena perpetua por "terrorismo" por el Tribunal Penal n°12 de Estambul, el 24 de enero de 2017.
En 2019 recibe el Premio por la Cultura Mediterránea, otorgado por la Fondazione Carical. El citado galardón reconoce su labor a favor del diálogo entre las diversas expresiones culturales del Mediterráneo. Pinar Selek dedicará el galardón a las mujeres exiliadas.

## Arresto, encarcelamiento y liberación (1998-2000)
Pınar Selek fue arrestada el 11 de julio de 1998 por una presunta vinculación con una explosión ocurrida dos días antes en el Bazar de las Especias de Estambul, que causó la muerte de siete personas e hirió a otras 100. La detención está íntimamente relacionada con sus contactos con los kurdos en el seno de su investigación académica. Su trabajo fue confiscado, y durante los interrogatorios a los que fue sometida, se negó a nombrar a las personas que había entrevistado durante el curso de su investigación. Otro sospechoso, Abdülmecit Öztürk, fue arrestado dos semanas después, y confesó a la policía que ambos habían llevado a cabo los atentados, aunque luego se retractó de su declaración y afirmó que había sido torturado mientras estaba en custodia policial. Öztürk fue luego absuelto de todos los cargos, y su declaración contra Selek fue declarada inadmisible.
Tras dos años y medio en prisión, periodo en el que fue sometida a torturas y malos tratos, Selek fue liberada el 22 de diciembre de 2000, cuando un equipo de expertos, incluido el profesorado del Departamento de Química Analítica y del Departamento Forense de la Facultad de Medicina Cerrahpaşa de la Universidad de Estambul emitieron informes que concluyeron que la explosión había sido causada por la ignición accidental de un cilindro de gas. Tres testigos expertos asignados por el tribunal también declararon que la explosión fue causada por una fuga de gas.

## Absoluciones, nuevo juicio y sentencia (2006-presente)
El Tribunal Superior en lo Penal de Estambul n.º 12 absolvió a Selek de las acusaciones en tres ocasiones (en 2006, 2008 y 2011), mencionando la falta de pruebas que la vincularan con la explosión. Sin embargo, el tribunal decidió el 22 de noviembre de 2012 modificar sus propias decisiones absolutorias previas y reabrir el juicio, un movimiento que los abogados defensores de la escritora calificaron como «sin precedentes en la historia legal turca».
El 24 de enero de 2013, después de algo más de una hora de deliberación, el tribunal la condenó a cadena perpetua por el atentado contra el Bazar de Especias de 1998. La decisión se alcanzó por mayoría simple de dos votos a uno, con el juez principal del caso emitiendo una opinión disidente. Mientras Selek fue juzgada en ausencia, más de 30 organizaciones no gubernamentales y representantes de partidos políticos de Francia, Alemania, Italia y Austria asistieron a las audiencias, mientras que cerca de 150 personas protestaron durante el juicio. Cuatro observadores de la Universidad de Estrasburgo, incluido el vicerrector, también asistieron al juicio. El 19 de diciembre de 2014 el Tribunal Penal decreta la que será la cuarta absolución. El 21 de junio de 2022 el Tribunal Supremo de Turquía anula la cuarta anulación. Seis meses después, el Tribunal Penal de Estambul notifica a su equipo de abogados la decisión del Tribunal Supremo y emite una orden de arresto internacional que exige su encarcelamiento inmediato.

## Obras
- Barışamadık, İthaki Özyürek Yayınları, Estambul, 2004
- Sürüne Sürüne Erkek Olmak, İletişim Yayınları, Estambul, 2008
- Maskeler Süvariler Gacılar, Ayizi Yayınları, Estambul, 2011
- Yolgeçen Hanı, İletişim Yayınları, 2011
- BariŞadamik, İthaki Yayınları, 2017
- Siyah pelerini kız, Şahmaran Yayınevi, 2017
- Cümbüşçü Karıncalar, İletişim Yayınları, 2018

### Literatura infantil
- Yeşil Kız, Özyürek Yayınları, Estambul, 2010
- Su Damlası, Özyürek Yayınları, Estambul, 2010

### Traducciones
- Ya Basta!-Artık Yeter!, Belge Yayınları, Estambul, 1996

### Obra en francés
- Travailler avec ceux qui sont en marge, Socio-Logos, avril 2010, no 5
- Loin de chez moi mais jusqu'où ?, Donnemarie-Dontilly, Éditions iXe, coll. « La petite IXe », 2012, 56 p.  (ISBN 979-10-90062-11-5)
- Parce qu'ils sont Arméniens, Éditions Liana Levi, 96 p. París, 2015 .  (ISBN 978-2867467646)
- Verte et les oiseaux (conte) https://www.editionsdeslisieres.com/contact_liens.html
- Prefacio del libro de Janet Biehl  « Ecologie ou Catastrophe, la vie de Murray Bookchin »
- Prefacio del libro de Floréal Romero « Agir ici et maintenant»
- Liberté de la recherche: Conflits, Pratiques, Horizons (ouvre collectif)
- Algue et la sorcière (conte)https://www.editionsdeslisieres.com/contact_liens.html
- Azucena ou Les fourmis zinzines https://www.desfemmes.fr/litterature/azucena-ou-les-fourmis-zinzines/

### Traducciones al castellano
- Voces Mediterráneas: Un espacio de lucha y esperanza (Obra colectiva), Trama Editorial, 2008
- La máscara de la verdad (ensayo sobre la memoria armenia), Libélula Verde, 2020, Barcelona.
- Mujer en el exilio, Ménades Editorial  https://menadeseditorial.com/, 2021, Madrid.